# 寶峰克文
寶峰克文（1025年—1102年），北宋僧人，俗姓鄭氏，陝府閿鄉(今河南陝縣)人，法嗣於北宋臨濟宗黃龍慧南禪師。號真淨大師。居處以泐潭、雲庵為號。
曾行脚游學四方，後於復州(今湖北)北塔院，克文禪師側聆長老歸秀說法，詞辯無礙。當下感悟流涕，從於歸秀法師門下學習佛法，法名"克文"。二十五歲時受試為僧，於翌年受具足戒。又行往開封、洛陽等處，深入華嚴宗、法相宗等宗風精隨，弘宣法學廣利於眾，爾時聞名京洛。

## 弘法
北宋神宗熙寧五年（1072），克文禪師至筠州（今高安縣）大愚寺任其住持，爾後又應住錫聖壽寺、洞山普和禪院。
於神宗元豐八年(1085)，克文禪師行腳至金陵，王安石禮請問法，捨宅地而興建寺院，神宗賜名報寧寺。並延師開山弘法，為開山第一祖。
宋哲宗紹聖元年，克文禪師住持於廬山歸宗寺。紹聖三年（1096），真淨克文禪師住持石門泐潭寶峰寺，爾後退居於雲庵。
今現存書目《寶峰雲庵真淨禪師語錄》，包括住筠州聖壽寺語錄、住洞山語錄、住金陵報寧寺語錄、住廬山歸宗寺語錄、住寶峰禪院語錄等，共四卷。克文禪師主要的弟子有，兜率從悅、泐潭文准、黃檗道全、石門惠洪等人。
北宋徽宗崇寧元年(1102)十月示疾，十六日中夜，沐浴更衣趺坐，大眾請法。克文禪師笑道：“今年七十八，四大相離別，火風既分散，臨行休更說。”後為眾人弟子遺誡宗門大事，說完便遷化。壽七十八。法腊五十二。茶毗之日。五色成燄。白光上騰。舍利分佈。塔於獨秀峰之下。
分骨寶峰、洞山，原塔圯廢，於2004年，重修其塔，花崗石質六角形，須彌座飾蓮瓣紋。塔身碑文「泐潭真淨克文和尚塔」。

## 師承
- 黃龍慧南

## 弟子
- 黃檗道全
- 石門惠洪
- 兜率從悅 [5]
- 湛堂文準 [6]

## 主要著作
- 雲菴克文禪師語錄

## 外部連結
- 雲菴克文禪師語錄 （页面存档备份，存于）
- 真净克文禅师《示众二首》之一
- 清素首座 （页面存档备份，存于）
- 黃龍派初祖──黃龍慧南禪師 （页面存档备份，存于）
- 聯燈會要卷第十四--洪州寶峰真淨克文禪師
- 禅宗临济宗黄龙派传人——克文- 弘善佛教网